# ناهيم خادي
نعيم خادي (مواليد 1948، فريتاون سيراليون)
هو لاعب كرة قدم دولي سيراليوني السابق، شغل منصب رئيس الاتحاد سيراليون لكرة القدم. حيث انتخب لهذا المنصب في عام 2004، في غمار انتخابي خاضه مع أقرب منافسيه جوزيف سامبا كلفالا خلال انتخابات 2004. ولد لأبوين سيراليون لبنانيين.
لعب خادي مع منتخب سيراليون الوطني لكرة القدم المعروف باسم «سيراليون ستارز» في ستينيات وسبعينيات القرن الماضي، كما لعب ضمن خمسة أندية محلية من بينها نادي إند ومايتي بلاكبول من أكبر الأندية وأكثرها شعبية في البلاد.
ناهيم خادي هو أيضا واحد من أوائل السيراليونيين من أصل لبناني يمثل سيراليون مجال الرياضة.
في 20 يوليو 2008، أعيد انتخابه رئيسا لاتحاد كرة القدم في سيراليون.
ابنه هو اللاعب الدولي ناهيم خادي جينيور اللاعب في صفوف المنتخب السيراليوني.

## رئاسة الاتحاد السيراليوني لكرة القدم
حققت كرة القدم في ظل رئاسة ناهيم خادي عدة نجاحات وبرزت على المستوى القاري، رغم بعض الصعوبات والاحباطات منها عدم تجاوب بعض للاعبين السيراليونيين المحترفين في دوريات عالمية، كالدوري الإنجليزي لكرة القدم الالتحاق بصفوف المنتخب الوطني السيراليوني، كما حدث مع اللاعب نيجل ريوكوكر سنة 2010، الذي ناداه الاتحاد السيراليوني ليدعم الفريق في التصفيات المؤهلة لأمم إفريقيا بالمجموعة السابعة، كما أعلن ستيف كابا مهاجم شيفيلد يونايتد اعتذاره عن تمثيل المنتخب الإفريقي السيراليوني. مما أدى لبعض الإحباط في صفوف المنتخب آنذاك، وبدوره أعرب ناهيم خادي رئيس الاتحاد السيراليوني لكرة القدم عن إحباطه من قرار ريوكوكر قائلا "أشعر بالإحباط بسبب قراره لأني كنت واثقا من قبوله لدعوتنا، وأعتقد أنه يعرف ما هو الأفضل بالنسبة له،  وذلك لن يزيد المنتخب السيراليوني إلا إصرارا من أجل تحقيق الأفضل.